# Káto Ktiméni
Káto Ktiméni (en grec moderne : Κάτω Κτιμένη) est un village de Thessalie, en Grèce, appartenant au dème de Sofádes. Selon le recensement de 2011, sa population était de 249 habitants.